# Бапов Рамазан Салікович
Бапов Рамазан Салікович (нар. 16 серпня 1947, Алма-Ата, СРСР — 11 березня 2014, Алма-Ата, Казахстан) — радянський та казахський артист балету, педагог, народний артист СРСР (1979).
У 1966 році закінчив Московське хореографічне училище.